# Barentsia bulbosa
Barentsia bulbosa är en bägardjursart som beskrevs av Walter Douglas Hincks 1880. Barentsia bulbosa ingår i släktet Barentsia och familjen Barentsiidae. Inga underarter finns listade i Catalogue of Life.